# Dapania pentandra
Dapania pentandra là một loài thực vật có hoa trong họ Chua me đất. Loài này được Capuron mô tả khoa học đầu tiên năm 1965.